# Nelly van Ree Bernard
Nelly van Ree Bernard (als artiestennaam zonder streepje), geboren als Nellij Bernard (Teteringen, 24 november 1923 - Bennebroek, 2 februari 2010), was een kunstenaar, musicus en musicologe. Aan het begin van haar leven ontwierp ze meubelen en was ze binnenhuisarchitecte; in haar nadagen ontwierp ze kunst met de computer. Ze werd internationaal bekend vanwege haar reconstructie van oude muziekinstrumenten. Ze was een pionier in wetenschappelijk onderzoek naar het klavichord.

## Biografie
Nellij, later Nelly, werd in het Noord-Brabantse Teteringen geboren en verhuisde in 1927 met het gezin naar Barcelona. Haar vader was ingenieur en werd daar directeur van La Seda, een filiaal van de AKU dat later opging in de Akzo. Hier leerde ze vloeiend Spaans, maar ook Duits en Frans. Op haar dertiende keerden ze terug omdat de Spaanse Burgeroorlog (1936-39) uitbrak. Terwijl haar ouders na de Tweede Wereldoorlog terugkeerden naar Spanje, studeerde ze tot 1949 in Amsterdam met goed gevolg aan het Instituut voor Kunstnijverheidsonderwijs. In 1952 trouwde ze met Frank van Ree; met hem kreeg ze twee kinderen.
Toen ze in de jaren vijftig in Spanje was, ontwierp ze kindermeubelen. Haar meubelen konden op verschillende manieren gebruikt worden door ze te kantelen. Hiermee kwam ze tegemoet aan de materiaalschaarste in die jaren. Inspiratie deed ze op uit de ontwerpen van Gerrit Rietveld en de ideologie van Bauhaus. In de jaren zestig werkte ze in Nederland als binnenhuisarchitecte.
In 1966 leerde ze klavecimbel spelen bij Jaap Spigt.  Hij inspireerde haar daarnaast tot het nabouwen van oude instrumenten. Ze bouwde onder meer een psalterium na op basis van een 13e-eeuwse miniatuur. Ze opende hetzelfde jaar nog het Muziekcentrum Het Duintje bij haar thuis, dat uitgroeide tot een cultureel centrum met concerten, demonstraties, exposities en lezingen. In 1968/1969 verbleef het gezin in Benares, India, toen haar man daar visiting professor was. Zelf verdiepte zij zich in deze tijd in Hindoestaanse muziek. Later publiceerde ze werken over Hindoestaanse muziek en Spaanse renaissancemuziek. Bij terugkeer in Nederland verlegde ze haar interesse naar het klavichord. Ze ontwikkelde zich tot een pionier in wetenschappelijk onderzoek naar dit instrument.
Eind jaren zeventig maakte ze deel uit van het ensemble Musica Iberica, waarmee ze optrad en de elpee Cantigas de Santa Maria uitbracht. Van 1986 tot 1993 was ze bestuurslid van het Nederlands Clavichord Genootschap, dat ze met onder meer Koen Vermeij oprichtte. In 1979 bracht ze de cd Canciones sefarditas uit. Ook daarna bracht ze nog verschillende albums uit met muziek dat ze op klassieke instrumenten speelde.
Vanaf 75-jarige leeftijd ontwierp ze met behulp van de computer kunst. Hiermee maakte ze abstracte, kleurrijke motieven die ze afdrukte op aardewerk en papier. Ook bracht ze hier jarenlang een serie van uit in kleine boekjes, getiteld Computer fantasieën.
Ze overleed in 2010 op 86-jarige leeftijd. Het Centraal Museum bezit enkele kindermeubelen die zij heeft ontworpen. Het Museu de la Música de Barcelona beschikt over een schenking van enkele muziekinstrumenten die zij reconstrueerde. Een belangrijk deel van haar bibliotheek schonk ze enkele jaren voor haar dood aan het Nederlands Muziek Instituut.

## Werk

### Door haar
Bibliografie
- 1973: Introduction to the construction of Hindustani music, Amsterdam
- 1987: Seven steps in clavichord development between 1400-1800 – an annotated audio-visual review, Buren
- 1989: Interpretation of 16th century Iberian music on the clavichord, Buren
- 1989: The Psaltery. An annotated audio-visual review of different types of psaltery, Buren
- 1991: Kantelingen. Multifunctionele meubelen en muziekinstrumenten (25 jaar Het Duintje), Bennebroek
- 1994: Ornamentation in sixteenth-century Iberian music for ‘tecla, harpa, y vihuela’, Utrecht, pag. 53-71
- 1998-2008: Computer fantasieën, 1e-15e serie, Bennebroek
- 2006: 40 jaar ‘Het Duintje’, 1996-2006, Bennebroek
- 2008: Indurama Srivastava, A practical guide to North Indian classical vocal music, Appendix by Nelly van Ree Bernard, New Delhi

Muziekalbums
- 1979: Cantigas de Santa Maria de Alfonso X el sabio, met Musica Iberica
- 1981:  Psaltery - Spanish music, 12th, 13th, 14th century
- 1995: Rediscovery of the keyed monochord: A hypothetical reconstruction
- 1995: Variaties voor toetsinstrument nr.1-3, "Re fa sol la"
- 1997: Canciones sefarditas

### Over haar
- 2016: Carla van der Stap, Nelly van Ree Bernard, muzikale en culturele inspirator, in HeerlijkHeden 43, tijdschrift over de geschiedenis van Heemstede en Bennebroek, pag. 24-27
- ongedateerd: Museu de la Música de Barcelona, Nelly van Ree Bernard, fotoboek
- ongedateerd: Centraal Museum, Utrecht, Kindermeubel, door Nelly van Ree Bernard, 1940-1950

- Bibsys: 90760130
- Biblioteca Nacional de España: XX914352
- Bibliothèque nationale de France: cb12184765r (data)
- Biografisch Portaal: 80133061
- Gemeinsame Normdatei: 1012135616
- International Standard Name Identifier: 0000 0001 1559 628X
- Library of Congress Control Number: n83046942
- MusicBrainz: b094f25f-80ec-42d0-88b3-dc06d65885f6
- Nationale Bibliotheek van Israël: 987007308797305171
- Nederlandse Thesaurus van Auteursnamen: 07443375X
- RKD-Nederlands Instituut voor Kunstgeschiedenis: 129776
- Union List of Artist Names: 500550655
- Virtual International Authority File: 9891990
- WorldCat: E39PBJt8pBrmKVVVPqG7h3GT73